# The Unforgettable Fire Tour
The Unforgettable Fire Tour is de tweede grote tournee van de Ierse band U2.
De tournee werd gehouden ter promotie van het album The Unforgettable Fire.

## Eerste etappe
De eerste etappe van de tournee begon op 29 augustus 1984 in de Town Hall in Christchurch, Nieuw-Zeeland. Vervolgens trad de band nog 3 weken op in Nieuw-Zeeland en Australië, vandaar ook dat dit deel van de tournee ook wel "The Under Australian Skies Tour" wordt genoemd. Na dit onderdeel van de eerste etappe verplaatste de band zich naar Europa om daar op 21 november 1984 de eerste etappe af te sluiten in de Westfalenhallen in Dortmund.
Tijdens de eerste etappe stond U2 op 30 en 31 oktober in Ahoy, Rotterdam.

## Tweede etappe
De zogenaamde tweede etappe ("tweede poot") van The Unforgettable Fire Tour vond plaats in Noord-Amerika. De tournee begon op 1 december 1984 in het Tower Theatre in Philadelphia en eindigde op 16 december 1984 in de Long Beach Arena in Los Angeles.
Hiermee was dit tevens de kortste onderdeel van de tournee.

## Derde etappe
De derde etappe begon op 23 januari 1985 in de Drammenshalle in Drammen (Noorwegen), via Zweden, Duitsland, Frankrijk en Italië kwam de band op 8 februari 1985 in het Halenstadion in Zürich (Zwitserland) terecht waar ze dit gedeelte afsloten.

## Vierde etappe
De vierde etappe begon op 25 februari 1985 in de Réunion Arena in Dallas en eindigde op 3 mei 1985 in het Hollywood Sportatorium in Fort Lauderdale in Florida.
Bono · The Edge · Adam Clayton · Larry Mullen jr.